# Waschschiff

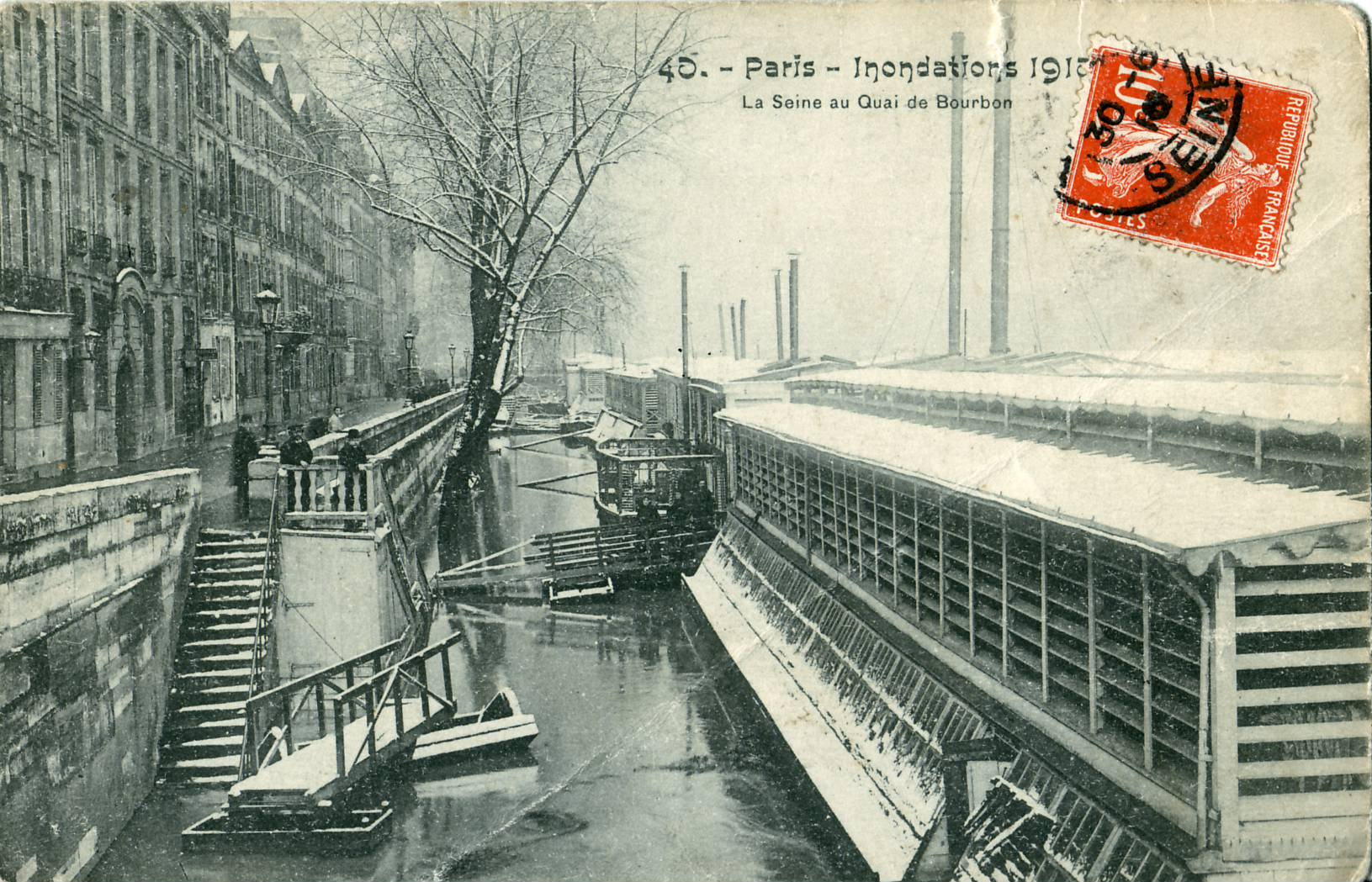
Waschschiff auf der Seine (1910)

Waschschiffe waren schwimmende, am Ufer verankerte, häufig öffentliche Einrichtungen, die Waschfrauen die Möglichkeit boten, ihre Wäsche im weichen Flusswasser zu waschen und zu spülen. Woensam zeigt in 1531 zwei Waschschiffe bei Köln. Einfache Waschschiffe gab es bereits im 17. Jahrhundert in Frankreich. Mitte des 19. Jahrhunderts sind in Frankreich mehrstöckige Schiffe mit einer Waschküche und Trockenräumen überliefert. Im 18. und 19. Jahrhundert gab es einfache Waschschiffe auch in Zürich. An einigen Stellen von Main und Rhein gibt es in Deutschland Belege bis ins 20. Jahrhundert.

## Frankreich

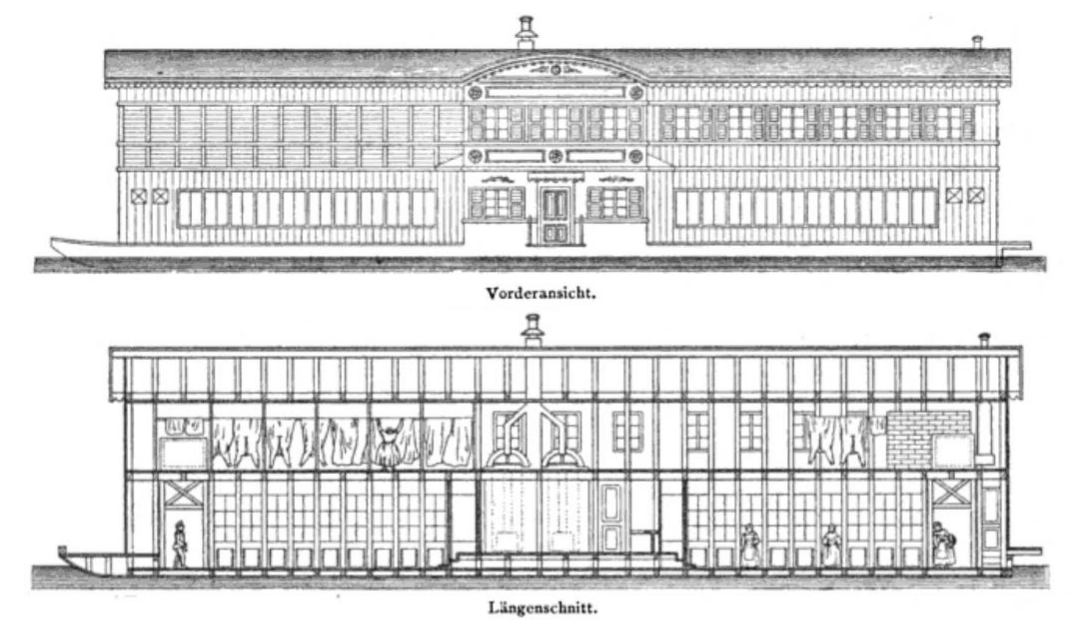
Waschschiff in Frankreich (Seitenansicht)

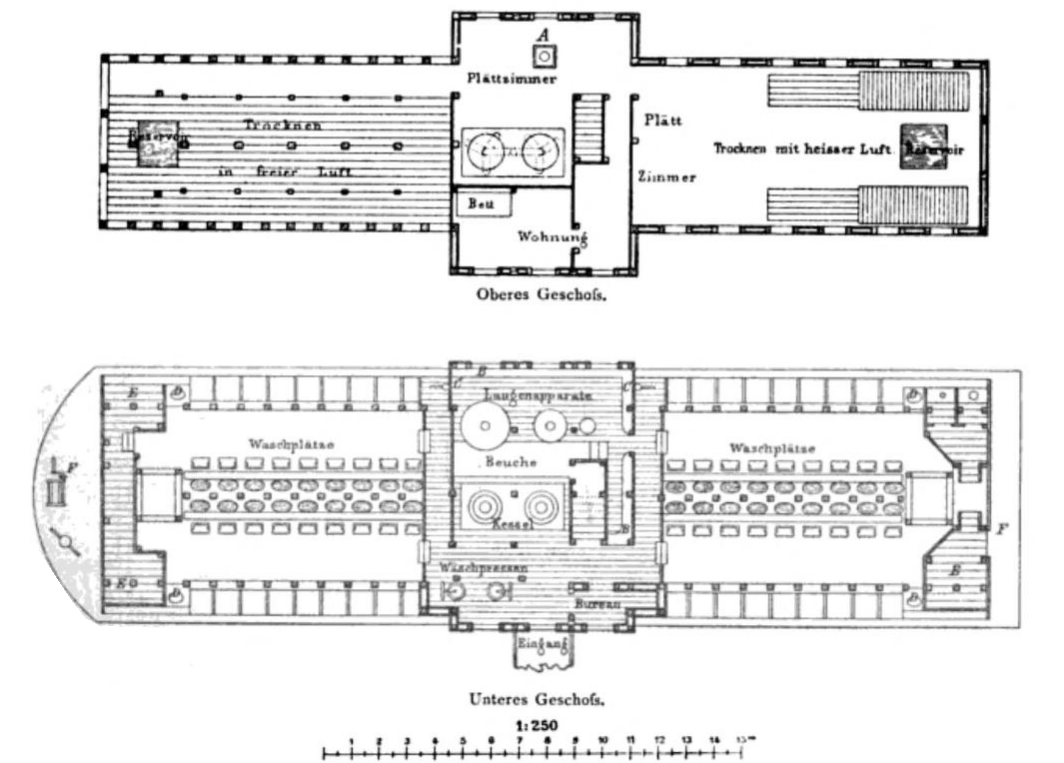
Aufbau der Geschosse

Waschschiffe (rechts) auf dem Canal Saint-Martin in Paris, ca. 1906

Zum Wäschewaschen und speziell zum Ausspülen der Wäsche wird viel Wasser benötigt. Daher waren Waschplätze häufig an Fließgewässer oder Wasserquellen gebunden.
Die erste Erwähnung von Waschschiffen (bateaux lavoirs) geht in Frankreich bis ins 17. Jahrhundert zurück. Am 16. September 1623 wurde dem Unternehmer Jean de la Grange, der zugleich Sekretär von König Ludwig XIII. war, das Recht erteilt, Waschschiffe an verschiedenen Orten in Paris zu betreiben. Menge und Einsatzorte durften nach Gutdünken festgelegt werden, solange weder die Schifffahrt noch die Ruhe des auf einer Nachbarinsel gelegenen Klosters Notre-Dame beeinträchtigt wurden. Das erste schwimmende Waschhaus, die „Sirène“, wurde noch im selben Jahr am Ufer der Seine verankert. Es wurde im Winter 1830 durch Eisgang zerstört.
Waschschiffe wurden ab 1844 mit einer Waschküche ausgestattet, um sich gegen die große Konkurrenz der öffentlichen Waschplätze und Waschhäuser der Vororte durchzusetzen. Manche Waschschiffe waren regelrechte Waschfabriken, die den Waschfrauen warmes Wasser, Wäscheschleudern, Heißlufttrockner, Speisesäle und manchmal sogar eine Betreuung für Kleinkinder zur Verfügung stellten. Die Schiffe waren 25 bis 30 Meter lang. Auf dem ersten Deck befanden sich der Arbeitsplatz der Wäscherinnen sowie die Heizkessel. Die Wasch- und Spülstellen lagen in einer Reihe, wobei die Wäsche unmittelbar im fließenden Flusswasser gespült wurde. Die Wäscherinnen knieten bei ihrer Arbeit. Hatte das Schiff zwei Geschosse, so waren in der oberen Etage die Trockenräume untergebracht. Zuweilen befanden sich hier auch die Wohnung des Besitzers oder Verwalters sowie ein Bügelraum.
In der 2. Hälfte des 19. Jahrhunderts reduzierte sich die Zahl der Pariser Waschschiffe gegenüber den öffentlichen Waschhäusern an Land (Lavoirs) zunehmend. 1852 gab es 17 Waschschiffe auf dem Canal Saint-Martin und 64 auf der Seine. Für viele arme Familien war deren Benutzung jedoch eine kostspielige Angelegenheit. Vor allem für Leute aus weiter entfernten Stadtteilen war es sehr mühsam, die Wäsche mit einer Schubkarre zu transportieren. Der Rückgang der Waschschiffe wurde außerdem durch ein Gesetz vom 3. Februar 1851 beschleunigt, wonach öffentliche Wäschereien subventioniert wurden, wenn der Arbeiterklasse die Nutzung kostenfrei oder zu bis zu 30 % reduzierten Preisen angeboten wurde.
1880 gab es in der Île-de-France nur noch 64 Waschschiffe, die Platz für 3800 Wäscherinnen boten. 23 dieser schwimmenden Wäschereien waren in Paris, davon 6 auf dem Kanal Saint-Martin, und 35 verteilten sich entlang der Vororte an der Seine, der Marne und der Oise.
Das Atelierhaus Bateau-Lavoir in Paris war wegen seines Aussehens nach diesen Waschschiffen benannt.

## Waschschiffe in Würzburg

Waschkahn in Mainz am Rhein, um 1933

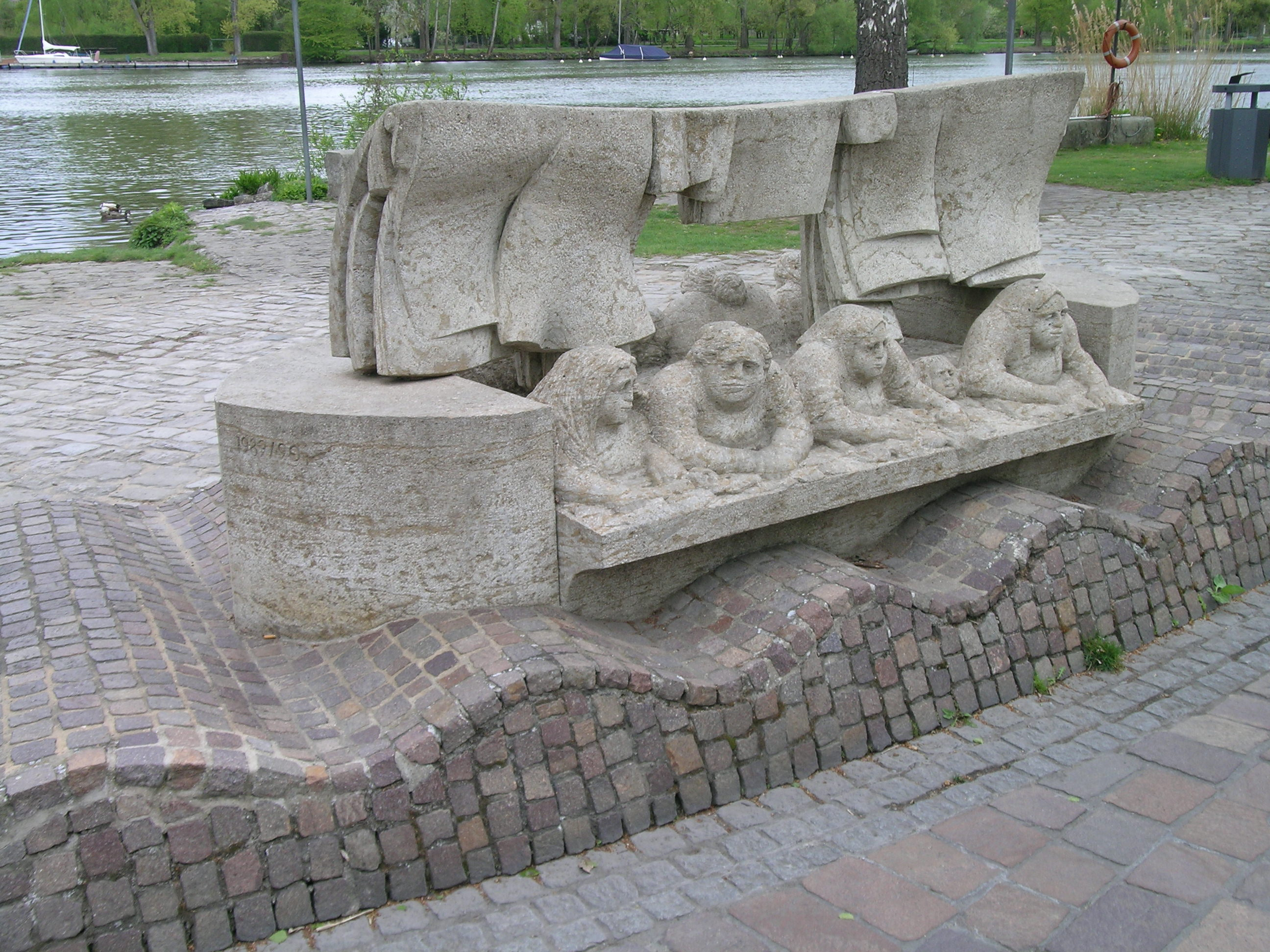
Skulptur eines Waschschiffs in Veitshöchheim von Bildhauer Heinrich Pechwitz

Mitte des 19. Jahrhunderts hatte man in Würzburg in der Nähe des Alten Kranen ein Floß für die Gerber verankert, um ihnen die Möglichkeit zu geben, dort ihre Tierhäute zu wässern. Der ursprünglich für diese Zwecke genutzte Pleichachbach stand wegen einer Überwölbung nicht mehr zur Verfügung. Doch auch die Würzburger Hausfrauen schätzten das weiche Flusswasser, das sich zum Wäschewaschen viel besser eignete als das kalkhaltige Leitungswasser. So wurde im September 1900 das erste Waschschiff an der Einmündung nahe der Reibeltgasse am Ufer festgemacht. Nach kurzer Probezeit, bei der es nur einen Einspruch eines Hotelbesitzers über den Anblick der Waschfrauen und der langen Unterhosen vor seinem Hotel gab, folgten weitere Schiffe. In den Folgejahren lagen mehr als 10 Waschschiffe im Stadtgebiet entlang des Mainufers.
Die Waschschiffe hatten einen eisernen Rumpf mit einer Länge von 12,5 m und einer Breite von 2,35 m. An den Seiten der Schiffe war die Bordwand tiefer ausgeschnitten, um die hölzernen Ausleger anzubringen, auf denen die Wäsche eingeseift und geschrubbt wurde. Unter den Auslegern waren Drahtkörbe angebracht, in denen die Wäsche gewässert und gespült werden konnte, ohne von der Strömung weggetrieben zu werden. Mit diesen Auslegern hatten die Schiffe eine Gesamtbreite von 3,8 m. Über die hohe Reling an Bug und Heck des Schiffs gehängt, tropfte die Wäsche nach der Reinigung ab, bevor sie auf den Mainwiesen zum Trocknen ausgebreitet wurde.
Das Wäschewaschen war zur damaligen Zeit eine sehr anstrengende Arbeit. Die Wäsche musste zuerst lange eingeweicht werden und wurde dann in Körben oder auf Handkarren zum Fluss transportiert. Mit Kernseife und Wurzelbürste wurde der Dreck aus den Fasern herausgescheuert. Bis zu zwanzig Frauen konnten gleichzeitig auf einem Schiff waschen. Neben den Hausfrauen kamen auch die Dienstmägde, um für ihre Herrschaft zu waschen, oder gewerbsmäßige Waschfrauen. Auf den Würzburger Waschschiffen wurde aber nicht nur hart gearbeitet; sie waren für die Frauen auch Begegnungsstätten zum Austausch von Neuigkeiten.
Die Waschschiffe standen nur über das Sommerhalbjahr zur Verfügung. Im Herbst, wenn es für das Waschen im Fluss zu kalt wurde, schleppte ein Fischer die Schiffe in den Hafen, wo Mitarbeiter des Tiefbauamtes sie reparierten und für die nächste Saison vorbereiteten. Nach der Zerstörung Würzburgs am 16. März 1945 waren die Waschschiffe in der Nachkriegszeit für viele Haushalte die einzige Möglichkeit zum Wäschewaschen. Die Wartezeit, um einen der begehrten Plätze auf dem Schiff zu ergattern, betrug laut Fränkischem Volksblatt in dieser Zeit bis zu zwei Stunden. Am 2. Dezember 1964 beschloss der Stadtrat mit Hinweis auf die Verschmutzung des Mains und die zunehmende Verbreitung von Waschmaschinen, die Waschschiffe für immer abzuziehen. Bis auf eine Ausnahme wurden alle inzwischen recht betagten Schiffe verkauft oder verschrottet. Das letzte Waschschiff lag noch bis 2002 an der Uferpromenade am Alten Kranen, war jedoch für die Öffentlichkeit gesperrt. Alle zwei Jahre demonstrierte der Würzburger Main-Franken-Kreis im Rahmen des Kranenfestes, wie früher auf Waschschiffen gewaschen wurde. Im Jahr 2002 wurde auch dieses Schiff aus dem Wasser gehoben. In den folgenden Jahren gab es mehrere Anläufe, dieses Waschschiff oder eines der Schwesterschiffe zu restaurieren und der Öffentlichkeit zugänglich zu machen, was aber aus mehreren Gründen scheiterte. Bei der Neuanlage des Mainufers in Veitshöchheim wurde eine Skulptur eines Waschschiffs aus Sandstein aufgestellt.

## Waschschiff Treichler in Zürich
In den Häusern der Stadt Zürich gab es bis 1869 kein fließendes Wasser und die vorhandenen Brunnen durften nicht zum Wäschewaschen genutzt werden. Daher gab es in Zürich im 18. und 19. Jahrhundert mehrere kleinere hölzerne Waschschiffe. Zum Teil waren diese zum Schutz vor Regen und Sonne mit einem Dach versehen.
Der Bootsbauer und Schiffsvermieter Heinrich Treichler plante 1857 im Zentrum von Zürich, ähnlich wie in Paris, ein sehr viel größeres, zweistöckiges Waschschiff als Waschanstalt. Die untere Etage sollte zum Waschen, die obere zum Trocknen und Glätten der Wäsche dienen. Um den Behörden zu schmeicheln, sollte dem Schiff gemäß Treichler ein „hübsches Aussehen“ gegeben werden. Trotzdem wurde seine erste Anfrage abgelehnt. In einem zweiten Antrag reduzierte er die Höhe des Schiffes auf nur ein Geschoss und änderte den Liegeplatz des Schiffes etwas ab, so dass eine Störung des Schiffsverkehrs ausgeschlossen war. Dieses Mal wurde der Antrag genehmigt, wobei speziell auch auf das versprochene „gefällige Aussehen“ Wert gelegt wurde. Die äußere Gestaltung des 22 m langen, 9 m breiten und 4 m hohen Schiffs wurde dem Architekten Gottfried Semper übertragen. Das Schiff konnte nach einigen Verzögerungen im Herbst 1864 unterhalb des Hotels Bellevue in Betrieb gehen.
Am seitlich angeordneten Eingang befanden sich das Büro und ein Schalter für die Wäscheabgabe. Im Zentrum des Schiffs lag der Maschinenraum zur Produktion von Heißwasser und Wärme. Die Trockenräume für die Wäsche waren direkt daneben angeordnet. Die eigentlichen Waschbecken waren über den Rest des Schiffs verteilt, wobei die Kochwäsche in runden Waschkesseln in den Ecken des Schiffes gewaschen wurde. Gebügelt wurde wahrscheinlich auf den Ablageflächen nahe der Außenwand des Waschschiffs. Im Gegensatz zum ursprünglichen Antrag wurde das Waschschiff jedoch nicht zur „Vermietung an Waschbedürftige“, sondern von Treichler und seiner Familie als Kundenwäscherei betrieben.
Die Außenwände waren mit pompejanischen Motiven bunt bemalt. Das Dach wurde ringsum von 42 weiblichen Figuren getragen. Das Waschschiff gehörte damit nach Sempers Einordnung der Gebäudetypen zur Gattung „Römisch/Therme/Gewerbe“.
Schon 1872 musste das Schiff dem Bau neuer Kaianlagen weichen. Es wurde vor die Seestraße in Wollishofen geschleppt, wo Treichler ein Grundstück am See besaß. Bereits 1874 erhielt Treichler die Genehmigung zur kompletten Auffüllung seines Grundstücks. Das Waschschiff wurde in die Auffüllung mit einbezogen und bildete den Kern der Betriebsgebäude der Waschanstalt Zürich. Nach zahlreichen Veränderungen geriet die architektonische Vergangenheit immer weiter in Vergessenheit, bis die letzten Reste 1955 zerstört wurden.